# Liga polska w piłce nożnej (1929)
Liga polska w piłce nożnej 1929 – 3. edycja najwyższych w hierarchii rozgrywek ligowych polskiej klubowej piłki nożnej.
Absolutnym beniaminkiem Ligi była Garbarnia Kraków.
| Poziomy rozgrywkowe w sezonie 1929 | Poziomy rozgrywkowe w sezonie 1929 | Poziomy rozgrywkowe w sezonie 1929 |
| Rozgrywki                          | P                                  | Nazwa                              |
| ---------------------------------- | ---------------------------------- | ---------------------------------- |
| Centralne                          | I                                  | Liga                               |
| Okręgowe (12 okręgów)              | II                                 | A Klasa                            |
| Okręgowe (12 okręgów)              | III                                | B klasa                            |
| Okręgowe (12 okręgów)              | IV                                 | C klasa                            |

Trenerem Wisły Kraków był przez kilka miesięcy Czech František Koželuh.

## Drużyny
| Uczestnicy poprzedniej edycji                                                                                 | Uczestnicy poprzedniej edycji | Uczestnicy poprzedniej edycji | Uczestnicy poprzedniej edycji |
| --- | ----------------------------- | ----------------------------- | ----------------------------- |
| WKR | Wisła Kraków                  | 1                             |                               |
| WAR | Warta Poznań                  | 2                             |                               |
| LEG | Legia Warszawa                | 3                             |                               |
| CRA | Cracovia                      | 4                             |                               |
| KAT | 1. FC Katowice                | 5                             |                               |
| PGL | Pogoń Lwów                    | 6                             |                               |
| PWA | Polonia Warszawa              | 7                             |                               |
| CZL | Czarni Lwów                   | 8                             |                               |
| KTŁ | Klub Turystów Łódź            | 9                             |                               |
| WAW | Warszawianka                  | 10                            |                               |
| ŁKS | ŁKS Łódź                      | 11                            |                               |
| RCH | Ruch Wielkie Hajduki          | 12                            |                               |
| Awans z klasy A 1928                                                                                          |                               |                               |                               |
| po eliminacjach                                                                                               |                               |                               |                               |
| GAR | Garbarnia Kraków              | 1                             |                               |
| Oznaczenia: - kolumna pierwsza – skróty nazw drużyn, - kolumna trzecia – miejsce zajęte w poprzednim sezonie. |                               |                               |                               |

## Tabela

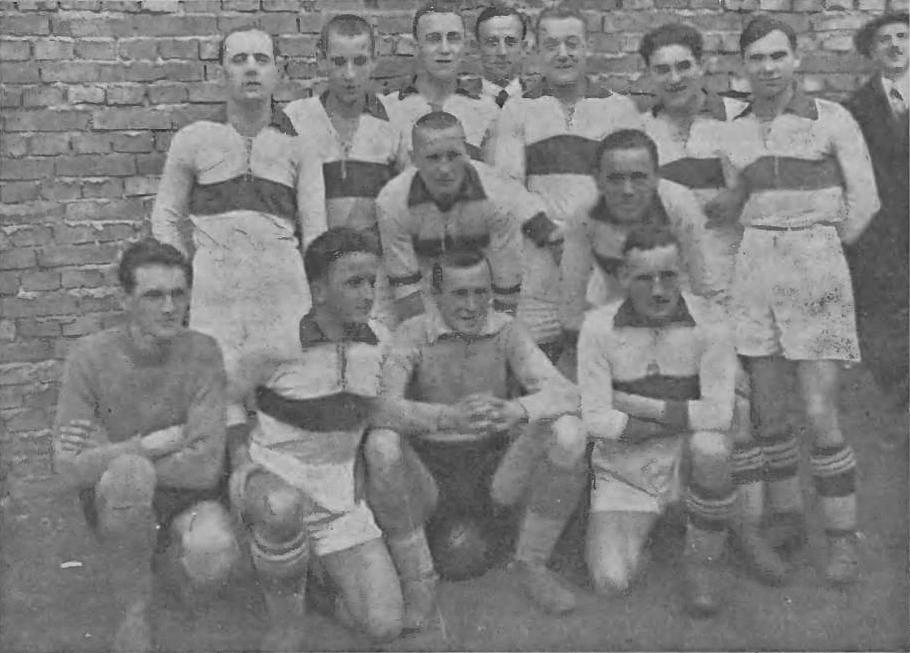
Drużyna Garbarni w sezonie 1929

| Lp. | Drużyna                | M  | Z  | R | P  | Bramki | Bramki | Stos. | Pkt | Uwagi             |
| --- | ---------------------- | -- | -- | - | -- | ------ | ------ | ----- | --- | ----------------- |
| 1   | Warta Poznań (M)       | 24 | 15 | 3 | 6  | 58     | 33     | 1,758 | 33  |                   |
| 2   | Garbarnia Kraków       | 24 | 13 | 6 | 5  | 62     | 43     | 1,442 | 32  |                   |
| 3   | Wisła Kraków           | 24 | 13 | 4 | 7  | 62     | 46     | 1,348 | 30  |                   |
| 4   | Legia Warszawa         | 24 | 12 | 6 | 6  | 44     | 34     | 1,294 | 30  |                   |
| 5   | ŁKS Łódź               | 24 | 11 | 7 | 6  | 41     | 41     | 1,000 | 29  |                   |
| 6   | Cracovia               | 24 | 10 | 8 | 6  | 60     | 35     | 1,714 | 28  |                   |
| 7   | Polonia Warszawa       | 24 | 8  | 4 | 12 | 47     | 57     | 0,825 | 20  |                   |
| 8   | Warszawianka           | 24 | 6  | 8 | 10 | 36     | 54     | 0,667 | 20  |                   |
| 9   | Pogoń Lwów             | 24 | 7  | 5 | 12 | 43     | 48     | 0,896 | 19  |                   |
| 10  | Ruch Wielkie Hajduki   | 24 | 6  | 7 | 11 | 32     | 48     | 0,667 | 19  |                   |
| 11  | Czarni Lwów            | 24 | 7  | 4 | 13 | 59     | 63     | 0,937 | 18  |                   |
| 12  | 1. FC Katowice (S)     | 24 | 5  | 7 | 12 | 33     | 51     | 0,647 | 17  | Spadek do klasy A |
| 13  | Klub Turystów Łódź (S) | 24 | 6  | 5 | 13 | 31     | 55     | 0,564 | 17  | Spadek do klasy A |

## Najlepsi Strzelcy
| Gole | Strzelcy           | Drużyny          |
| ---- | ------------------ | ---------------- |
| 25   | Rochus Nastula     | Czarni Lwów      |
| 23   | Władysław Przybysz | Warta Poznań     |
| 19   | Juliusz Joksch     | Garbarnia Kraków |

Wg 

## Klasyfikacja medalowa mistrzostw Polski po sezonie
Tabela obejmuje wyłącznie pierwszą piątkę klasyfikacji.
|    | Klub             |   |   |   |
| -- | ---------------- | - | - | - |
| 1. | Pogoń Lwów       | 4 | 0 | 0 |
| 2. | Wisła Kraków     | 2 | 1 | 2 |
| 3. | Warta Poznań     | 1 | 3 | 4 |
| 4. | Cracovia         | 1 | 0 | 1 |
| 5. | Polonia Warszawa | 0 | 2 | 1 |